# Tony Dorigo
Anthony "Tony" Robert Dorigo (ur. 31 grudnia 1965 w Melbourne w Australii), angielski piłkarz, grający na pozycji obrońcy. W reprezentacji Anglii w latach 1989-1993 rozegrał 15 meczów. Był członkiem angielskiej kadry na Euro 1988, Mistrzostwach Świata 1990 i Euro 1992.

## Sukcesy piłkarskie
- Mistrzostwo Anglii (1992)
- 4.miejsce na mistrzostwach świata (1990)